# Paguristes marocanus
Paguristes marocanus is een tienpotigensoort uit de familie van de Diogenidae. De wetenschappelijke naam van de soort werd in 1892 voor het eerst geldig gepubliceerd door Alphonse Milne-Edwards en Bouvier.